# Bendinat
Bendinat ist ein spanischer Ort im Gemeindebezirk Calvià auf Mallorca. Die Einwohnerzahl beträgt ca. 521.

## Lage
Bendinat liegt  an der Westküste der Insel Mallorca am Fuße der Serra de na Burguesa. Nach Portals Nous im Westen sind es etwa 700 m.  Die Hauptverkehrsstraße ist die Kreisstraße C-719.

## Infrastruktur
Hier finden sich einer der bekanntesten Golfplätze der Insel sowie ein Strandabschnitt. Die Region gehört zum gehobenen Wohngebiet der Insel. Im 19. Jahrhundert wurde hier ein neugotisches Schloss errichtet, das anderen mitteleuropäischen Schlössern nachempfunden ist.

## Geschichte
Die Legende zum Namen des Ortes besagt, dass König Jaime I nach der Eroberung der Insel hier Rast machte und eine Brotsuppe mit Oliven und Knoblauch aß. Nach dem Verzehr rief er in mallorquinischer Sprache aus: ‚Bé hem dinat‘, zu übersetzen mit ‚wie gut haben wir gegessen‘. Andere Theorien besagen, dass der Name der Region aus dem Arabischen stammt. So bedeutet dort ‚Ben-hijo de‘, ‚Sohn des‘.